# Magdalena Kuras
Magdalena Kuras, née le 14 mai 1988, est une nageuse suédoise spécialiste de dos et de nage libre. Elle est plusieurs fois médaillée aux Championnats d'Europe dans les relais.

## Biographie
Elle commence sa carrière au sein du club de Malmö KK.

## Palmarès

### Championnats d'Europe
Grand bassin
- Championnats d'Europe 2008 à Eindhoven (Pays-Bas) :
  -  Médaille de bronze au titre du relais 4 × 100 m nage libre.
- Championnats d'Europe 2014 à Berlin (Allemagne) :
  -  Médaille d'or du relais 4 × 100 m nage libre.

Petit bassin
- Championnats d'Europe en petit bassin 2006 à Helsinki (Finlande) :
  -  Médaille d'or du relais 4 × 50 m nage libre.
- Championnats d'Europe 2013 à Herning (Danemark) :
  -  Médaille d'argent au titre du relais 4 × 50 m quatre nages.